# Наивно сликарство у Србији
Савремено наивно сликарство у Србији је један од облика ликовне уметности којим се баве даровити и без академског уметничког образовања, припадници различитих етничке групе које живе и стварају у Републици Србији.
Наивно сликарство у Србији настало је у четвртој деценији 20. века, у историјском периоду у коме је владaо несклада између формалне уметности и актуелног развоја српског друштва у целини. Посликавајући самосвојно и искрено и уносећи на платна осећања за архаично и митолошко, са карактеристикама спонтаног ликовног израза и видљиво наглашеног значаја теме у односу на структуру слике, наивни сликари у Србији на својим ликовним делима своје сопствено животно искуство филтрирају кроз осећање живота,...путујући кроз време и по митском свету који је за небројена поколења био стварност.

## Општа разматрања
Термин наивна уметност први пут је употребљен у 19. веку као опис сликарства Анрија Русоа (француског постимпресионистичког сликар наивног или примитивног смера) и сликара с Хаитија, о чему постоје многе студије из области историје уметности како у свету тако и у Србији.
Мада је наивна уметност често окарактерисана „детињом једноставношћу” и до данашњих дана остало је актуелно питање шта је то заправо наивна уметност и по чему је она наивна. У том смислу у свету постоје различита вредновања ове врсте уметности од стране историчара уметности, као и неслагања око њеног назива, јер због „погрдног призвука” многи аутори избегавају термине наивна или примитивна уметност, мада се у научној и широј јавности у Србији за ову врсту уметности користи устаљени термин наивна уметност, упркос опречном ставу нпр. Љубомира Симовића (2010), који сматра да би био прикладнији назив „алтернативна уметност”.

Наивна уметност као аутономна уметност постоји независно од јасно одређених одлика стила и уметничког образовања, и одвојена је од спољашњих утицаја, што као последицу има разноврсност ликовних решења. Осим тога, једна од главних карактеристика наивних сликара (или самоуких, изворних сликара) јесте одсуство академског уметничког образовања. Зато она не трпи правила, која се обично откривају тек по завршетку сликарског чина. Немогуће је научити, и по томе је попут талента који се не може научити. Стихијска је у наступу рађања облика и форми, јер је спонтана. Наивна уметност се према томе не учи већ настаје и развија се захваљујући необузданој машти сваког стваралаца посебно, намећући свој посебан ликовни израз и нове облике естетског. Зато се наивни уметници у свету сматрају и називају носиоцима традиционалних знања, што се према дефиницији Унеска односи на: 
| „ | Особе које у високом степену поседују вештине и технике нужне за продукцију посебних аспекта културног живота људи и народа и континуираног постојања материјалног културног наслеђа. | ” |

.

У већини случајева наивно сликарство у Србији није превасходно занимање стваралаца наивне уметности, већ је то најчешће пољопривреда. Тако да рађање модерне уметности није условило настајање наивне уметности у Србији, али је својим антиакадемизмом допринело њеном признавању и прихватању као неке врсте реакције на технички, економски и цивилизацијски развој земље, промене услова живота на селу која је једним делом изменила живот на селу а другим делом, довело до ослобађање личности, и повукло сељаке да напусте село и настане се у граду, где, заробљени у бетону, тугују за амбијентом који су оставили. 
| „ | У градском окружењу и атмосфери појавиће се педесетих година у Србији више самоуких сликара који ће, неспутани ликовним правилима и формулама, просликати самосвојно и искрено, уносећи у своја платна осећања за архаично и митолошко. | ” |

## Историја
Зачеци наивне уметности у Србији везују се за крај треће и почетак четврте деценије 20. века. Некако истовремено у подравском селу Хлебине, шумадијском Опарићу, сунчаној Далмацији, и банатској Ковачици зачета је наивна уметност на простору Краљевине Југославије. На појаву овог облика ликовног изражавања умногоме је утицао тежак живот на селу тридесетих година 20. века, који је био са призвуком сталешке неједнакости, незадовољства и револта због свих животних недаћа, што се јасно уочава на радовима првих наиваца у Краљевини Југославији.
После Другог светског рата наивна уметност се проширила на све крајеве новостворене СФР Југославије, тако да се наивном уметношћу у другој половини 20. века бавило на хиљаде стваралаца од којих су неки постали значајни и у светским размерама. Ово како су га неки историчари уметности назвали „југословенско чудо”, према оцени Анатола Жавковског, једног од најистакнутијих теоретичара наивне уметности у свету, по квалитету сликара и вајара, „раме уз раме” заједно са Французима било је на првом месту у свету.
Након распада СФР Југославије 90-тих година 20. века, наивни сликари, посебно они из Ковачице и Падина, доста тога су учинили за јачање угледа Србије у свету, чак много више од српских политичара и амбасадора. Наиме посредством Уницеф-а штампано је и подељено на милионе разгледница препознатљивих боја са мотивима наивних сликара из Србије. Док се један део слика налази у збиркама многим светким музејима и згради Уједињених нација у Њујорку.
У периоду настанка наивног сликарства на простору Бивше Југославије а потом Републике Србије сликари су махом копирали мотиве са разгледница и календара, сликајући све оно чега није било у њиховом окружењу. Временом су градили сопствене стилове, па данас уметници стварају јединствене мотиве са мноштвом боја и детаља.
Када је прва сликарска дела јавно приказао Јанко Брашић (1906—1994), сликар из села Опарић, из редова Срба, и Јачур Бан из редова Словака, око њих се годинама окупљала група млађих аутора којима су они били узор, и тако се све више ширила наивна уметност у Србији.
Основна нота стваралаштва наивних уметника у Србији била је спонтаност и непосредност ликовног израза, из које је проистекао велики број слика, цртежа, фресака, икона али и скулптура. Аутори сликају у слободно време, после обављених послова, јер то представља за већину њих њихову личну потребу, задовољство и одмор.
Условно речено, мушко и женско наивно сликање у Србији разликују се само по избору боја и мотива. Код сликарки доминирају јарке, чисте боје: жута, црвена, наранџаста и плава, а код аутора мушког пола присутније су нешто тамније боје, а у погледу мотива појављују се пијани људи, туче, свађе
и еротика. Карактеристична одлика словачког наивног сликарства у Србији јесте употреба јаког колорита.
У жанр-сценама и портретима наивни уметници у Србији представљали су свакодневни живот људи из своје средине - сетве, жетве, орање, косидбе и друге радове у пољу, обичаје, празнике, легенде и предања.
У време експанзије наивне уметности у другој половини 20. века, многи су покушали да сликају опонашајући једни друге, али су само најдаровитији постигли успех. Неколицина њих достигла је врх наивне уметности Србије и света. 
У таквим условима у Србији су настала и издвојила су се различита седишта наивног сликарства у којима се наивни уметници појављују као групе. Поред „опарићке”, настале у селу Опарић код Рековца, позната је и у свету призната група „ковачичких сликара” из банатских села Ковачица и Падина и група „уздинских сликара” из банатског села Уздине насељеног етничким Румунима.
И док су „опарићки сликари” идеје за своје слике налазили у сетви, жетви, орању, косидби и другим радовима у пољу, народним обичајима, празницима, легендама и предањима, сликари „ковачичке школе“, своју ликовност заснивала су на словачком фолклору, а „уздинска школа“ произашла је из традиционалне народне уметности ткања, тканина и веза, своје румунске нације. Тако су ове групе изоловане и херметизоване у својим срединама, на својим ликовним делима брижљиво чувале етнос и негуовале моралне, друштвене и историјске особености својих предака, пре свега традицију бављења пољопривредом, обичаје и фолклор.
И док су се међу Србима истицали Јанко Брашић, Mилан Рашић, Милосав Јовановић и Душан Јевтовић, међу Словацима су то били; Јан Сокол, Михал Биреш, Мартин Палушке и Мартин Јонаша, који је постигао и највећи успех.

## Мотиви и аспекти српског наивног сликарства
Од првих етноантрополошких истраживања савременог наивног сликарства па до данас, на простору данашњe Србије, одиграле су се многе друштвене трансформације, које су утицала не само на развој наивног сликарства у појединим срединама већ и на избор сликарских мотива и начина ликовног изражавања. Зато у делима српских наивних уметника ликовни мотиви често чине тежишта сликовног израза. Ови мотиви као истовремени носиоце свакодневног живота, на симболичан начин имају значење виталних принципа око којих је организовано и колективно биће.
Вођени сопственим гласом ликовног разума српски самоуки уметници преобликују природну форму свесни да је она само један од могућих облика и отуда је на њиховим сликама присутна специфичност облика којима се придају различите функције и одсуство доживљаја облика као предмета ликовног истраживања. Тако, на пример, облик јабуке у формалној уметности представља изазов за истраживања односа светла и површине пластике или волумена док у изворној уметности облик јабуке представља плод и предмет труљења, среће, рађања датог од бога. И зато су ликовна дела наивних уметника испуњена симболима везаних за форму свакодневних животних датости.
Како, самоуки уметник своје основно и примарно занимање доживљава као личну инспирацију и поглед на свет: он тај свој унутрашњи доживљај о сопственом бивствовању и професији којим се бави саопштава на својим сликама, упливишући и на избор тема на сликама. Са друге стране, бројни психолошке услови средине, проистекли из услова на селу, додатно опредељују такозвани спољашњи мотив слике. 
| „ | Ова двослојна мотивација потиче из рационалног и ирационалног аспекта уметникове лич ности, при чему би рационални аспект обухватао формалну компоненту уметничког дела, док би ирационалан аспект одговарао компоненти значења. Отуда се као спољашња ознака или формални аспект слике појављује група тема: живот сељака, колективна збивања на селу, прикази поднебља, свет животиња и биља. | ” |

## Наивно сликарство Јагодине и околних села
Иако је самоука уметност у Србији настала у давна времена из којих су сачувана само дела непознатих аутора на црквеним сликама и надгробним споменицима-крајпуташима, почетак модерне наивне ликовне уметности у Срба, везује се за Јанка Брашића (1906—1994), сељака сликара из села Опарића код Јагодине, који је ликовно стваралаштво започео 1933. године. Као тумач изворног колективног живота руралне средине Србије, и добар портретиста, илустратор народних обичаја и традиције за 60 година рада створио је богат опус: више стотина слика, цртежа, фрески, икона и скулптура. Оно по чему је ће његово стваралаштва остати препознатљиво јесу спонтаност и непосредност ликовног израза као и у већине наивних уметника Србије.
Око Јанка Брашића у даљем следу догађаја настала је тзв. Баришивићева група или „опарићка школа”, коју је он окупио са циљем да сликаре у њој научи техници сликања. Захваљујући лабавим везама између сликареа из ове групе, који су радили независно, сликарска дела створена у оквиру „опарићке школе” су оригинална без међусобне сличности њених представника.
Први у Баришићевој групи био је његов комшија Јеремије Радивојевић, који је трагично прерано окончао свој живот мучењем од стране Немаца, због карикатуре против Великог Рајха.
Неки од каснијих Баришићевих „ученика” били су; Мирослав Маринковић (1928), Мирослав Арсић, Мирослав Јовановић, Томислав Јовић (1930), Добривоје Милојевић (1948).
Након оснивања Галерије самоуких ликовних уметника у тадашњем Светозареву, 1960. године, формирала се група сликара из Јагодине и околних села. Милан Рашић, тада припадник млађе генерације, у оквиру ове групе посебно се издвајао и постао родоначелник круга младих сеоских сликара у овом делу Србије.
На њиховим сликама видљиви су утицаји градитељства Моравске школе и „рашићевског манира” сликања, идеализованих пејзажа Шумадије и Поморавља, „као својеврсног земаљског раја”. Најзначајнији припаднице овог круга савремених наивних уметника су:
- Бранко Динић
- Будимир Рајковић Лингер
- Владимир Кепић
- Владимир Алексић
- Добривоје Стевановић Пеца
- Добросав Милојевић
- Драгутин Алексић
- Душан Јевтовић
- Јанко Брасиц
- Љубиша Јовановић Кене
- Милан Расиц
- Милан Станисављевиц
- Милисав Јовановиц
- Милован Лазаревић
- Слободан Живановић
- Животин Николић

## Наивно сликарство Уздина
У етнички румунском селу Уздин, у непосредној близини Ковачице, шездесетих година 20. века наивним сликарством почела је да се бави група жена румунске националности, заменивши иглу и конац кистом и бојом. Тако је пре више од пола века настала уздинска школа наивног сликарства. Ликовни критичари ову групу (школу) сврставају у руралне аматере, а и њихово сликарство дефинишу као фолклор.
Уздинска школа наивног сликарства настала је 1961. године, када је мотиве које је дотад сликала само на својим марамама, кошуљама и паорским кецељама, Анујка Маран пренела на платно, и тако постала прва сликарка румунске наиве у Србији.
И у 21. веку значај њиховог сликарства огледа се у поетском транспоновању унутрашњег лирског доживљаја света, улепшаног и чистог.
Најзначајније међу њима су: Анујка Маран, Марија Балан, Флорика Пуја, Илеана Олђе, Мариора Моторежеску, Флорика Кец, Ануца Долама, Стелуца Царан, Софија Јонашку и друге. Адам Мезин, самоуких сликара, једини је мушкарац који припада овој школи. Он је рад на земљи успешно ускладио са својим другим, основним занимањем - сликањем.
Сунцокрети, берба грожђа, свадбени обичаји - само су неки од мотива богатог колорита који се могу видети на делима уздинске школе наивног сликарства. Њихове слике су такође пуне фолклора и народних обичаја, и имају за циљ да се одупиру њиховом забораву.

## Наивно сликарство Ковачице
Ликовни живот словачке националне мањине у Србији испољава се и кроз наивно сликарство, које представља доминантну област културе по којој је словачка национална заједница у Војводини позната и на међународној сликарској сцени.
У циљу промовисања и комерцијализације наивног сликарства словачких наивних уметника у Ковачици Павел Бабка је 1991. године основао Галерију „Бабка Ковачица“, а за непрофитни део 2005. године Међународни етно центар.
У већини случајева сликарство није превасходно занимање Словака стваралаца наивне уметности, већ
пољопривреда. Такође, једна од главних карактеристика наивних сликара (или самоуких, изворних сликара) јесте одсуство академског уметничког образовања. Током друге половине 20. века наивним сликарством у Србији се бавило 60 словачких уметника (26 женског и 34 мушког пола). Од тога је доминантно родом из Ковачице 46, из Падине 10, из Војловице 2, из Бачког Петровца 1. Тако се за 
сликаре Ковачице може рећи да представљају својеврсан феномен. Данас у Ковачици живи и слика 30 словачких наивних уметника.
Овако велика концентрација наивних уметника утицала је на то да се у Ковачици 1955. године отвори прва сеоска галерија на територији некадашње Југославије, под називом Галерија народних сликара
у Задружном дому. Секција је у време оснивања имала 30 чланова, а на првој изложби се представило 14 чланова, који су изложили 48 радова, углавном уља на платну. Две године касније слике ковачичких сликара нашле су своје место у оквиру поставке изложбе Наивни уметници Југославије, представљене у Београду, Загребу, Љубљани и Скопљу.
Листу словачког наивног сликарства у Србији чине 63 сликара. Најстарији сликар рођен је 1906. године, а најмлађа сликарка 1992. године. Заједничко свим овим сликарима је да су самоуки и да су рођени у Србији – Војводини, а матерњи језик им је словачки.

## Наивно сликарство у осталим срединама у Србији
Изоловано од напред наведених група и у другим деловима Србије јавили су се савремени наивни сликари:
- Цветин Белић из Кузмина, о коме се јако мало зна ико постоји неколико његових сачуваних слика, од којих је једна; „Свадба”, 1963. у Ермитажу привукла велику пажњу.
- Драган Стојковић-Четкин занатлија и наивни уметник из Пожаревца.
- Стеван Цвијић из Шапца, Миливоје Мартиновић, Дејан Којић и Вита Јуришић из Црне Баре, које је 60-тих година 20. века окупио Милић од Мачве.
- После Другог светског рата у Београду је радило неколико наивних сликара, Хлебински сликар Фрањо Мраз, Гордана Ђелошевић, домаћица, Сава Секулић, Душан Јевтовић, Милисав Јовановић, Слободан Тасић и други.

У Војводини, поред ликовног стварања у значајним центарима наивне уметности као што су Ковачица, Уздин, Нови Бечеј, Таванкут, и у другим местима широм ове покрајине раде бројни сликари, наивни уметници. Тако су стварали или стварају у:
- Новом Саду, Емерик Фереш (1904—1969) и Пал Хомонаи
- Шиду, Илија Башићевић-Босиљ (1895—1972)
- Пећинцима, Слободан Јеремић-Јерамија,
- Старим Бановцима, Михајло Марјанчевић.
- Сомбору, Сава Стојков (1925—2014), сликар психолошких портрета и живописних пејзажа.